# Théophile de Lantsheere
Pour les articles homonymes, voir de Lantsheere.
Théophile de Lantsheere (né à Asse le 4 novembre 1833 et mort à Bruxelles le 21 février 1918) est un homme d'État belge membre du Parti catholique. Il est ministre d’État et gouverneur de la Banque nationale de Belgique.

## Biographie
Théophile Charles-André de Lantsheere, né le 4 novembre 1833 à Asse (province de Brabant), est le fils de Joseph-Emmanuel de Lantsheere et de Charlotte de Bolster. Il fit ses humanités aux Collèges de Malines et d'Alost. Ensuite, il passa à l'Université de Louvain où il se fit immatriculer à la faculté de droit. Au mois d'août 1857, il s'inscrivit au Barreau et fonctionna pendant de longues années comme avocat près la Cour d'appel de Bruxelles. En octobre 1887, de Lantsheere est nommé bâtonnier de l'ordre près la même Cour.
De bonne heure, il consacra une grande partie de son activité à la vie publique. Il est nommé conseiller provincial du Brabant en mai 1860 et ministre de la Justice le 7 décembre 1871. Il occupa ce fauteuil ministériel jusqu'en juin 1878.
Théophile de Lantsheere fut élu député à la Chambre des représentants par l'arrondissement de Dixmude en 1872 et siège dans cette assemblée - dont il fut élu le président de novembre 1884 à 1894 - jusqu'en 1900.
De Lantsheere quitta son siège à la Chambre des Représentants lors de son élection, en juin 1900, au Sénat où il représente la Flandre occidentale.
Un arrêté royal du 30 juin 1905 appela le distingué Sénateur aux hautes fonctions de gouverneur de la Banque nationale de Belgique, et il dut donner sa démission à l'assemblée sénatoriale pour cause d'incompatibilité légale de ces deux fonctions. Cet homme d’État éminent est également un auteur juridique d'une grande autorité et les articles de droit qui ont paru de sa plume, dans diverses publications, ont toujours été très appréciés.

## Hommages et distinctions
Le 8 juin 1890, le roi Léopold II de Belgique le nomme ministre d’État.
Les distinctions suivantes lui ont été décernées :
- Grand cordon de l'ordre de Léopold (Belgique) ;
- Croix civique de première classe (Belgique) ;
- Croix commémorative de Léopold II (Belgique) ;
- Grand-croix de l'ordre de la Couronne de chêne (Luxembourg) ;
- Grand cordon de l'ordre de l'Immaculée Conception de Vila Viçosa (Portugal) ;
- Grand-croix de l'ordre de Pie IX (Vatican)
- Grand cordon de l'ordre de l'Aigle blanc (Russie impériale).
- Ordre du Double Dragon (Chine impériale)